# Ligue européenne de rink hockey 2008-2009
Navigation
Ligue européenne 2007-2008 Ligue européenne 2009-2010
La Ligue européenne de rink hockey 2008-2009 est la 44e édition de la plus importante compétition européenne de rink hockey entre équipes de club, et la 2e sous la dénomination Ligue européenne.

## Participants
Les 16 équipes participantes sont le champion en titre de la Ligue européenne, le FC Barcelone, les deux clubs finalistes de la Coupe CERS de la saison 2007-2008, les clubs vainqueurs de leur Ligue ou championnat national. Pour compléter la liste de 16, les meilleurs clubs au ranking européen sont également sélectionnés.

## Déroulement
Cette édition 2008-2009 se déroule en deux phases : une phase de poules et un Final eight.
Durant la phase de groupes, les 16 équipes sont réparties dans 4 groupes de 4 équipe chacun. À l'intérieur d'un groupe, chaque équipe se rencontre sous la forme de matchs aller et retour. Chaque match donne droit aux points suivants : 3 en cas de victoire, 1 en cas de match nul et 0 en cas de défaite. Les deux meilleures équipees de chaque groupe sont qualifiées pour le Final Eight.
Le Final Eight regroupe sur 4 jours et en terrain neutre, les 8 meilleures équipes de la compétition.

Cette ultime phase est organisée sous la forme d'une coupe à élimination directe. L'équipe qui remporte tous ses matchs gagnera alors le trophée de la Ligue Européenne des Champions 2009.

## Phase de groupes

### Groupe A
Le groupe A est composé des équipes de FC Barcelone, Iserlohn, Valdagno et Vic. Barcelone remporte ce groupe devant le club de Vic.
| Rang | Équipe       | Pts | J | G | N | P | Bp | Bc | Diff |  | Résultats (dom.\ext.) |     |     |      |     |
| ---- | ------------ | --- | - | - | - | - | -- | -- | ---- |  | --------------------- | --- | --- | ---- | --- |
| 1    | FC Barcelone | 13  | 6 | 4 | 1 | 1 | 20 | 9  | +11  |  | FC Barcelone          |     | 2-3 | 2-1  | 4-0 |
| 2    | CP Vic       | 12  | 6 | 4 | 0 | 2 | 25 | 15 | +10  |  | CP Vic                | 1-3 |     | 3-2  | 9-2 |
| 3    | AS Valdagno  | 10  | 6 | 3 | 1 | 2 | 23 | 12 | +11  |  | AS Valdagno           | 2-2 | 4-3 |      | 4-2 |
| 4    | ERG Iserlohn | 0   | 6 | 0 | 0 | 6 | 8  | 40 | -32  |  | ERG Iserlohn          | 2-7 | 2-6 | 0-10 |     |

### Groupe B
Le groupe B est composé des équipes d'Igualada, Noia, Porto et HC Quévert. Noia remporte ce groupe devant le club du FC Porto.
| Rang | Équipe      | Pts | J | G | N | P | Bp | Bc | Diff |  | Résultats (dom.\ext.) |     |      |     |      |
| ---- | ----------- | --- | - | - | - | - | -- | -- | ---- |  | --------------------- | --- | ---- | --- | ---- |
| 1    | CE Noia     | 13  | 6 | 4 | 1 | 1 | 22 | 16 | +6   |  | CE Noia               |     | 3-2  | 6-4 | 5-2  |
| 2    | FC Porto    | 11  | 6 | 3 | 2 | 1 | 33 | 12 | +21  |  | FC Porto              | 4-4 |      | 3-1 | 10-0 |
| 3    | Igualada HC | 10  | 6 | 3 | 1 | 2 | 24 | 17 | +7   |  | Igualada HC           | 4-1 | 3-3  |     | 8-1  |
| 4    | HC Quévert  | 0   | 6 | 0 | 0 | 6 | 7  | 41 | -34  |  | HC Quévert            | 1-3 | 1-11 | 3-4 |      |

### Groupe C
Le groupe C est composé des équipes de Bassano, Herne Bay, Reus Deportiu et Tenerife. Le Reus Deportiu remporte ce groupe devant le club de Bassano.
| Rang | Équipe           | Pts | J | G | N | P | Bp | Bc | Diff |  | Résultats (dom.\ext.) |     |      |      |      |
| ---- | ---------------- | --- | - | - | - | - | -- | -- | ---- |  | --------------------- | --- | ---- | ---- | ---- |
| 1    | Reus Deportiu    | 14  | 6 | 4 | 2 | 0 | 35 | 13 | +22  |  | Reus Deportiu         |     | 2-2  | 4-3  | 17-0 |
| 2    | Bassano hockey   | 11  | 6 | 3 | 2 | 1 | 50 | 10 | +40  |  | Bassano hockey        | 3-3 |      | 3-2  | 19-0 |
| 3    | CP Tenerife      | 9   | 6 | 3 | 0 | 3 | 38 | 12 | +26  |  | CP Tenerife           | 1-2 | 3-2  |      | 19-1 |
| 4    | Herne Bay united | 0   | 6 | 0 | 0 | 6 | 5  | 93 | -88  |  | Herne Bay united      | 4-7 | 0-21 | 0-10 |      |

### Groupe D
Le groupe D est composé des équipes de Barcelos, Follonica, Liceo et Vilanova. Follonica remporte ce groupe devant le club de Liceo.
| Rang | Équipe           | Pts | J | G | N | P | Bp | Bc | Diff |  | Résultats (dom.\ext.) |     |     |     |     |
| ---- | ---------------- | --- | - | - | - | - | -- | -- | ---- |  | --------------------- | --- | --- | --- | --- |
| 1    | Follonica hockey | 13  | 6 | 4 | 1 | 1 | 19 | 11 | +8   |  | Follonica hockey      |     | 4-3 | 3-3 | 5-2 |
| 2    | HC Liceo         | 12  | 6 | 4 | 0 | 2 | 17 | 10 | +7   |  | HC Liceo              | 1-0 |     | 2-0 | 6-0 |
| 3    | CP Vilanova      | 7   | 6 | 2 | 1 | 3 | 12 | 14 | -2   |  | CP Vilanova           | 1-5 | 4-0 |     | 1-3 |
| 4    | OC Barcelos      | 3   | 6 | 1 | 0 | 5 | 9  | 22 | -13  |  | OC Barcelos           | 1-2 | 2-5 | 1-3 |     |

## Final Eight
La phase finale de la compétition, appelée Final Eight, regroupe huit équipes et se déroule à Bassano en Italie du 30 avril au 4 mars 2009,. La finale est remportée par le club espagnol du Reus Deportiu. Il s'agit du septième titre du club dans cette compétition, la dernière victoire du Reus remontant à la saison 1971-1972.
|  | Quarts de finale | Quarts de finale | Quarts de finale | Quarts de finale |               |               | Demi-finales | Demi-finales | Demi-finales | Demi-finales |  |  | Finale     | Finale     | Finale     | Finale     |
|  |                  |                  |                  |                  |               |               |              |              |              |              |  |  |            |            |            |            |
|  | 30 avril 2009    | 30 avril 2009    | 30 avril 2009    | 30 avril 2009    |               |               | 2 mai 2009   | 2 mai 2009   | 2 mai 2009   | 2 mai 2009   |  |  | 3 mai 2009 | 3 mai 2009 | 3 mai 2009 | 3 mai 2009 |
|  | 30 avril 2009    | 30 avril 2009    | 30 avril 2009    | 30 avril 2009    |               |               | 2 mai 2009   | 2 mai 2009   | 2 mai 2009   | 2 mai 2009   |  |  | 3 mai 2009 | 3 mai 2009 | 3 mai 2009 | 3 mai 2009 |
|  | CE Noia          | CE Noia          | 2                | 2                |               |               | 2 mai 2009   | 2 mai 2009   | 2 mai 2009   | 2 mai 2009   |  |  | 3 mai 2009 | 3 mai 2009 | 3 mai 2009 | 3 mai 2009 |
|  | CE Noia          | CE Noia          | 2                | 2                |               |               | 2 mai 2009   | 2 mai 2009   | 2 mai 2009   | 2 mai 2009   |  |  | 3 mai 2009 | 3 mai 2009 | 3 mai 2009 | 3 mai 2009 |
|  | HC Liceo         | HC Liceo         | 5                | 5                |               |               | 2 mai 2009   | 2 mai 2009   | 2 mai 2009   | 2 mai 2009   |  |  | 3 mai 2009 | 3 mai 2009 | 3 mai 2009 | 3 mai 2009 |
|  | HC Liceo         | HC Liceo         | 5                | 5                | HC Liceo      | HC Liceo      | 1            | 1            |              |              |  |  | 3 mai 2009 | 3 mai 2009 | 3 mai 2009 | 3 mai 2009 |
|  | 1er mai 2009     |                  |                  |                  | HC Liceo      | HC Liceo      | 1            | 1            |              |              |  |  | 3 mai 2009 | 3 mai 2009 | 3 mai 2009 | 3 mai 2009 |
|  |                  |                  | CP Vic           | CP Vic           | 4             | 4             |              |              |              |              |  |  | 3 mai 2009 | 3 mai 2009 | 3 mai 2009 | 3 mai 2009 |
|  | CP Vic           | CP Vic           | CP Vic           | CP Vic           | 4             | 4             | 4            | 4            |              |              |  |  | 3 mai 2009 | 3 mai 2009 | 3 mai 2009 | 3 mai 2009 |
|  | CP Vic           | CP Vic           | 2 mai 2009       |                  |               |               | 4            | 4            |              |              |  |  | 3 mai 2009 | 3 mai 2009 | 3 mai 2009 | 3 mai 2009 |
|  | Follonica H      | Follonica H      | 3                | 3                |               |               |              |              |              |              |  |  | 3 mai 2009 | 3 mai 2009 | 3 mai 2009 | 3 mai 2009 |
|  | Follonica H      | Follonica H      | 3                | 3                | CP Vic        | CP Vic        | 2 (1)        | 2 (1)        |              |              |  |  |            |            |            |            |
|  | 30 avril 2009    |                  |                  |                  | CP Vic        | CP Vic        | 2 (1)        | 2 (1)        |              |              |  |  |            |            |            |            |
|  |                  |                  | Reus Deportiu    | Reus Deportiu    | 2 (2)         | 2 (2)         |              |              |              |              |  |  |            |            |            |            |
|  | Reus Deportiu    | Reus Deportiu    | Reus Deportiu    | Reus Deportiu    | 2 (2)         | 2 (2)         | 2 (2)        | 2 (2)        |              |              |  |  |            |            |            |            |
|  | Reus Deportiu    | Reus Deportiu    |                  |                  |               |               |              |              |              |              |  |  |            |            |            |            |
|  | FC Barcelone     | FC Barcelone     | 2 (1)            | 2 (1)            |               |               |              |              |              |              |  |  |            |            |            |            |
|  | FC Barcelone     | FC Barcelone     | 2 (1)            | 2 (1)            | Reus Deportiu | Reus Deportiu | 7            | 7            |              |              |  |  |            |            |            |            |
|  | 1er mai 2009     |                  |                  |                  | Reus Deportiu | Reus Deportiu | 7            | 7            |              |              |  |  |            |            |            |            |
|  |                  |                  | Bassano H54      | Bassano H54      | 1             | 1             |              |              |              |              |  |  |            |            |            |            |
|  | FC Porto         | FC Porto         | Bassano H54      | Bassano H54      | 1             | 1             | 2            | 2            |              |              |  |  |            |            |            |            |
|  | FC Porto         | FC Porto         |                  |                  |               |               |              | 2            |              |              |  |  |            |            |            |            |
|  | Bassano H54      | Bassano H54      | 3                | 3                |               |               |              |              |              |              |  |  |            |            |            |            |
|  | Bassano H54      | Bassano H54      | 3                | 3                |               |               |              |              |              |              |  |  |            |            |            |            |
|  |                  |                  |                  |                  |               |               |              |              |              |              |  |  |            |            |            |            |

Le score entre parenthèses indique le score de la séance de tirs au but